# Lista de locais de sepultamento de fundadores de tradições religiosas
Este artigo lista os locais de sepultamento dos fundadores das principais religiões do mundo. Se não houver local de sepultamento, o local da morte é mencionado.

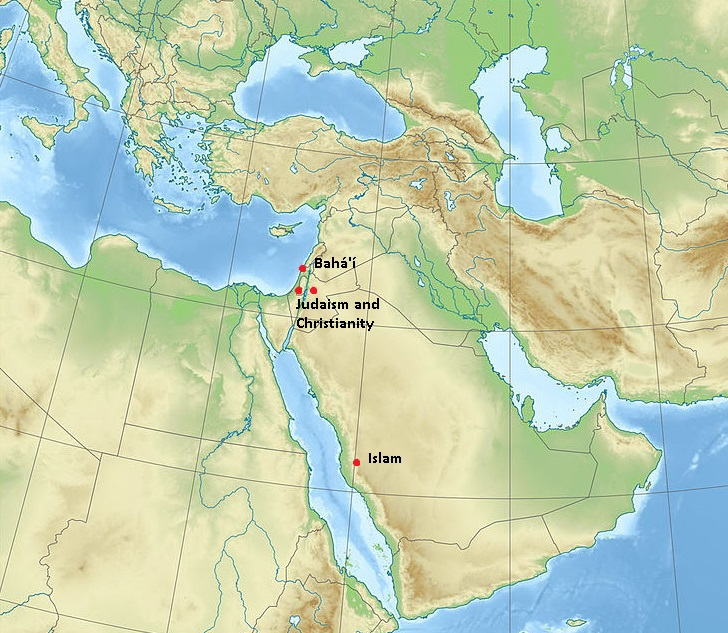
Mapa dos locais de sepultamento dos fundadores das religiões abraâmicas.

## Babismo

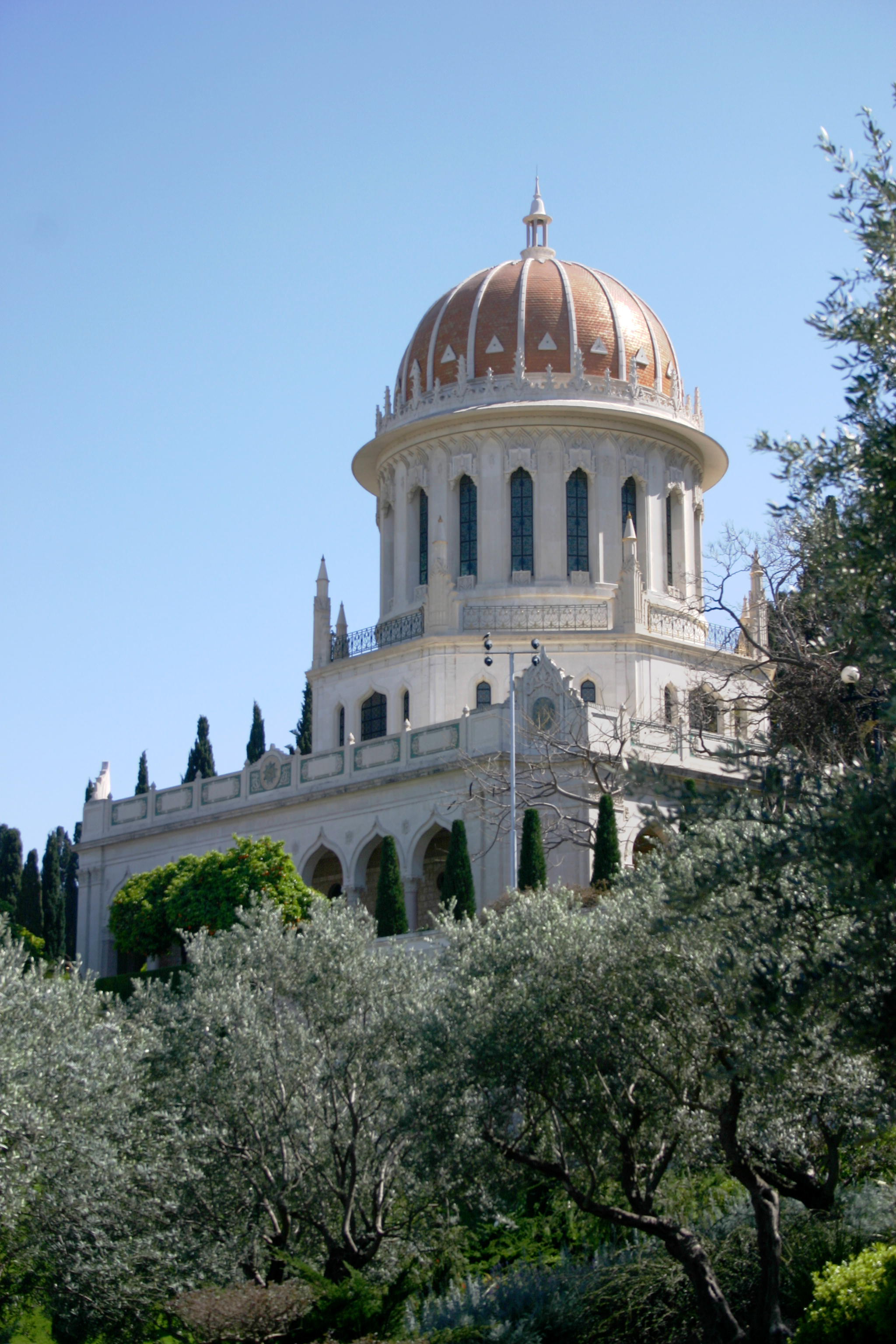
Santuário do Báb

O Santuário do Báb, local de sepultamento de Báb, fundador do Babismo e uma das três figuras centrais da Fé bahá'í, está localizado no Monte Carmelo, em Haifa, Israel.

## Fé bahá'í

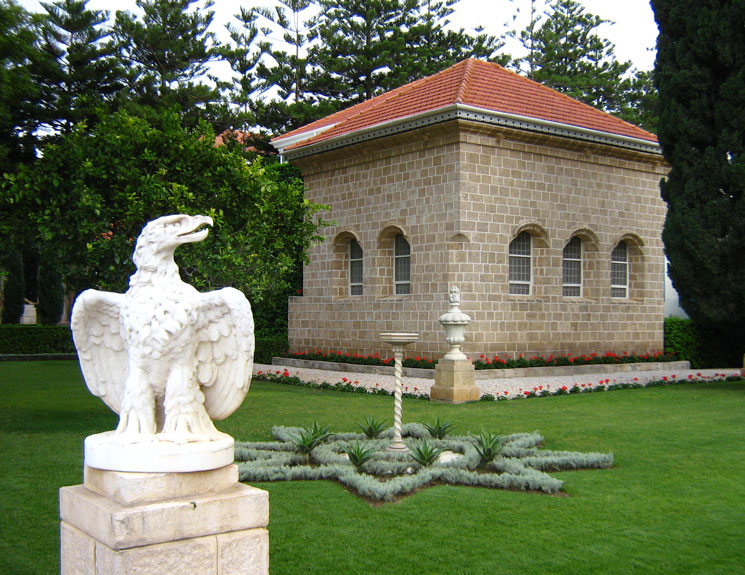
Santuário de Bahá'u'lláh

Localizado em Bahji, perto de Acre, Israel, o Santuário de Bahá'u'lláh é o lugar mais sagrado para os seguidores da Fé bahá'í. Ele também serve como seu Qiblih, ou direção de oração. Ele contém os restos mortais de Bahá'u'lláh, fundador da fé bahá'í, e fica perto do local onde ele morreu na Mansão de Bahjí.

## Budismo

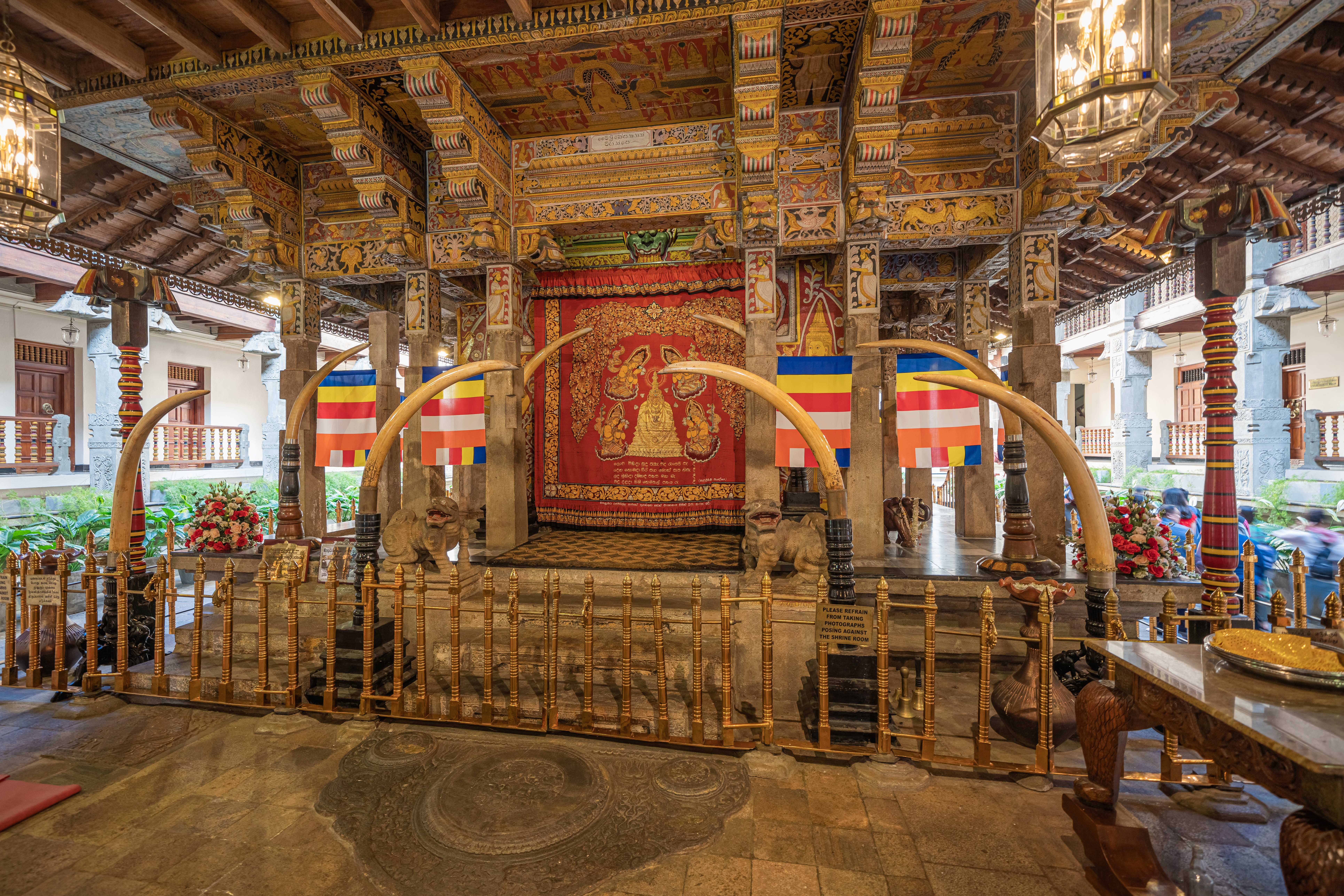
A relíquia do dente de Buda está colocada neste santuário em Kandy, Sri Lanka

O corpo de Sidarta Gautama foi cremado em Kushinagar, Índia, e as relíquias foram colocadas em monumentos ou estupas, alguns dos quais se acredita terem sobrevivido até o presente. A estupa Ramabhar em Kushinagar foi construída sobre uma porção das cinzas de Buda no local onde ele foi cremado pelo antigo povo Malla. O Templo do Dente ou Dalada Maligawa no Sri Lanka é o lugar onde a relíquia do dente de Buda é mantida atualmente.

## Cristianismo

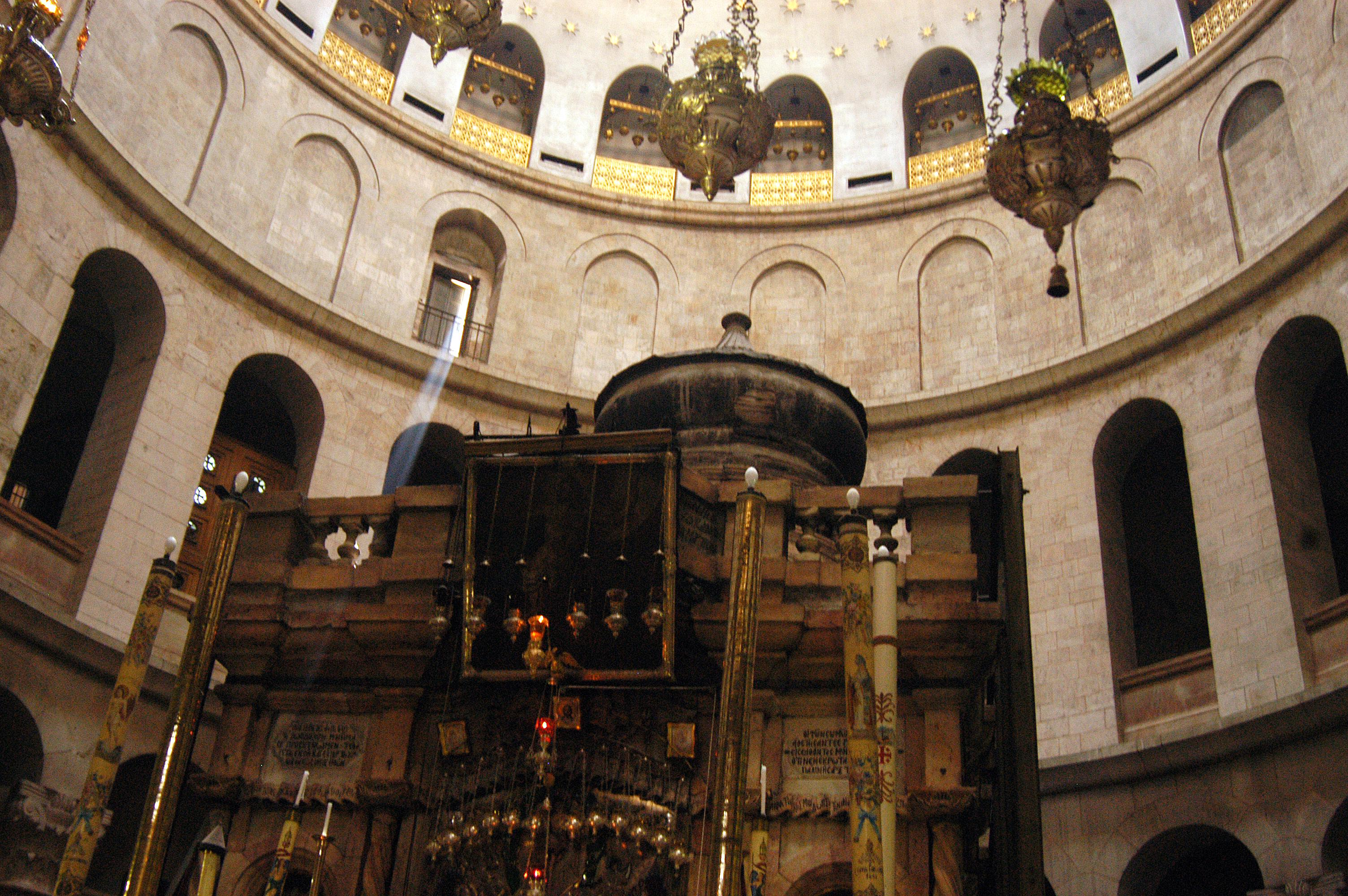
Edícula do Santo Sepulcro em Jerusalém, local de sepultamento de Jesus Cristo

Várias relíquias reivindicadas associadas a Jesus foram exibidas ao longo da história do Cristianismo. Enquanto alguns indivíduos acreditam na autenticidade das relíquias de Jesus, outros duvidam de sua validade. Por exemplo, o filósofo do século XVI Erasmo de Roterdão escreveu sobre a proliferação de relíquias e o número de edificações que poderiam ser construídas a partir de relíquias de madeira alegadamente da cruz da crucificação de Jesus. Da mesma forma, pelo menos trinta Santos Cravos foram venerados como relíquias em toda a Europa no início do século XX. Parte das relíquias está incluída nas chamadas Arma Christi ("Armas de Cristo"), ou os Instrumentos da Paixão.
Algumas relíquias, como os restos da coroa de espinhos, recebem apenas um número modesto de peregrinos, enquanto outras, como o Sudário de Turim, recebem milhões de peregrinos, incluindo o Papa João Paulo II, Papa Bento XVI e Papa Francisco.
Como o ensinamento cristão geralmente afirma que Cristo ascendeu ao céu corporalmente, há poucas relíquias corpóreas. Uma exceção notável é o Santo Prepúcio de Jesus.
De acordo com fontes cristãs antigas, a Igreja do Santo Sepulcro ocupa o local onde se diz que Jesus foi sepultado entre sua crucificação e ressurreição. Ela está localizada no Bairro Cristão da Cidade Velha de Jerusalém.
Um segundo local, conhecido como Tumba do Jardim, localizado nos arredores da Cidade Velha de Jerusalém, tornou-se uma alternativa protestante popular à Igreja do Santo Sepulcro, que é dominada pelas fés católica e ortodoxa.

### Protestantismo

#### Calvinismo

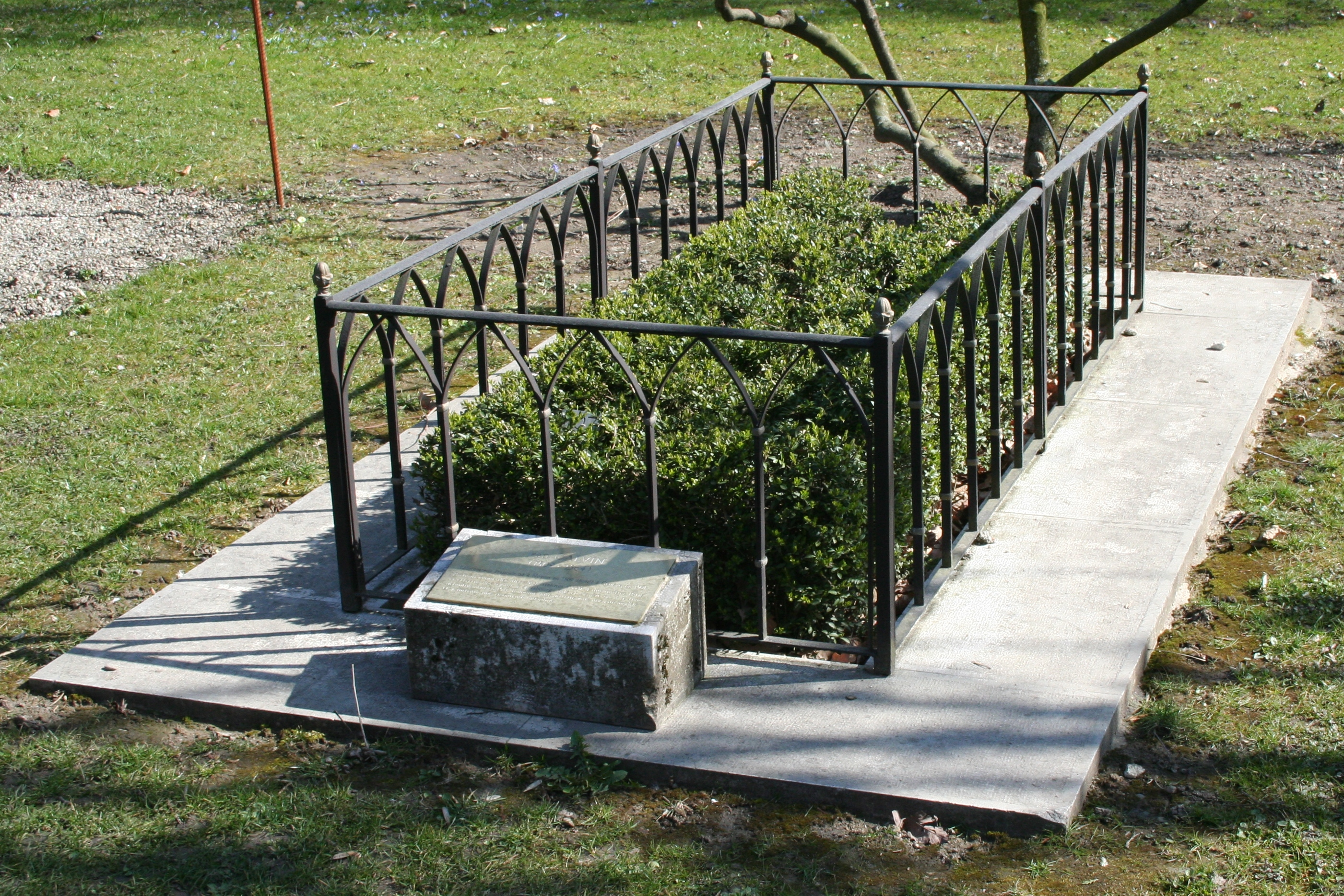
Túmulo "tradicional" de João Calvino no "Cimetière des Rois" em Genebra (o local exato de seu sepultamento é desconhecido).

O local exato do sepultamento de João Calvino é desconhecido.

#### Luteranismo

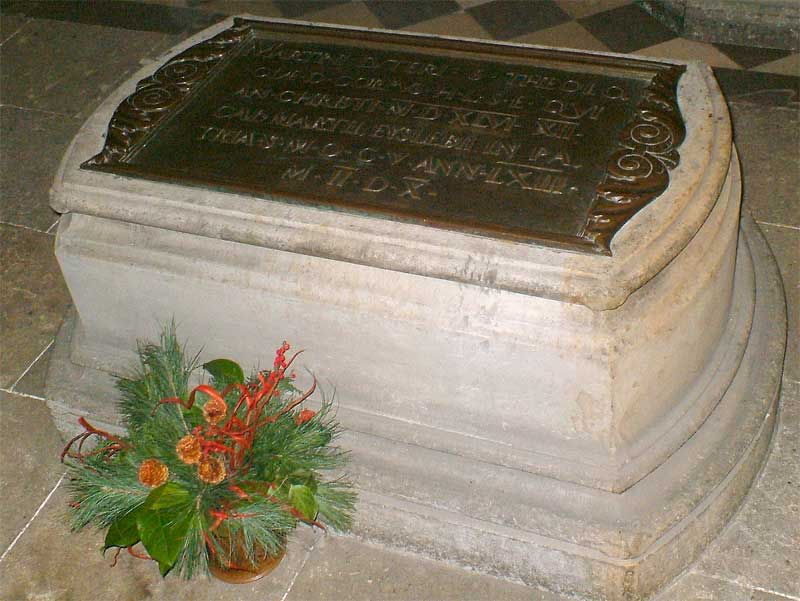
Túmulo de Martinho Lutero

Após sua morte, Martinho Lutero foi enterrado na Igreja de Todos-os-Santos em Vitemberga. Essa era a antiga igreja católica na qual ele pregou suas 95 Teses. Atualmente, é uma igreja luterana.

#### Metodismo

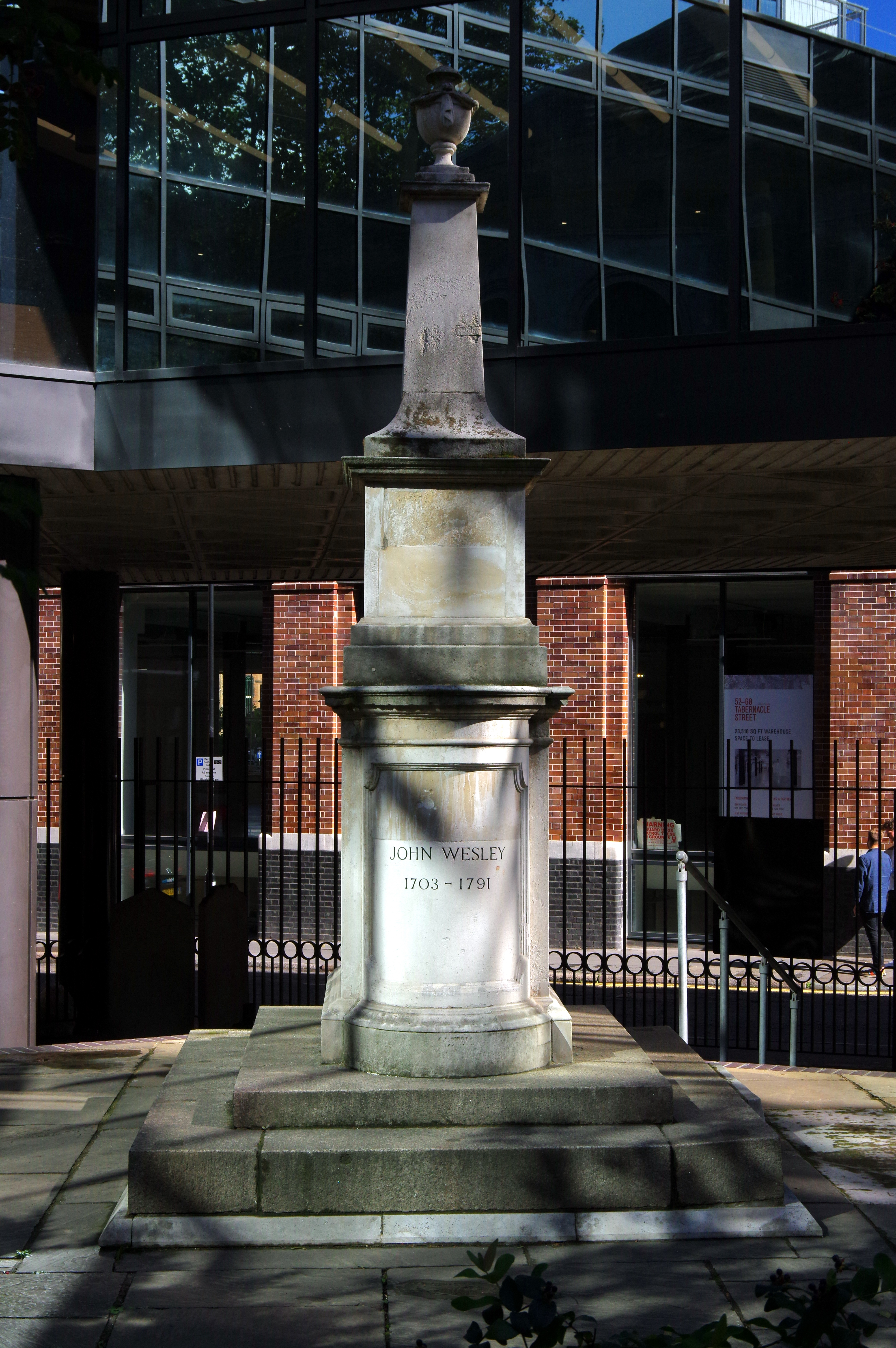
Túmulo de John Wesley na Capela Wesley.

John Wesley foi enterrado na Capela de Wesley em St Luke's, Centro de Londres, Reino Unido.

### Ciência Cristã

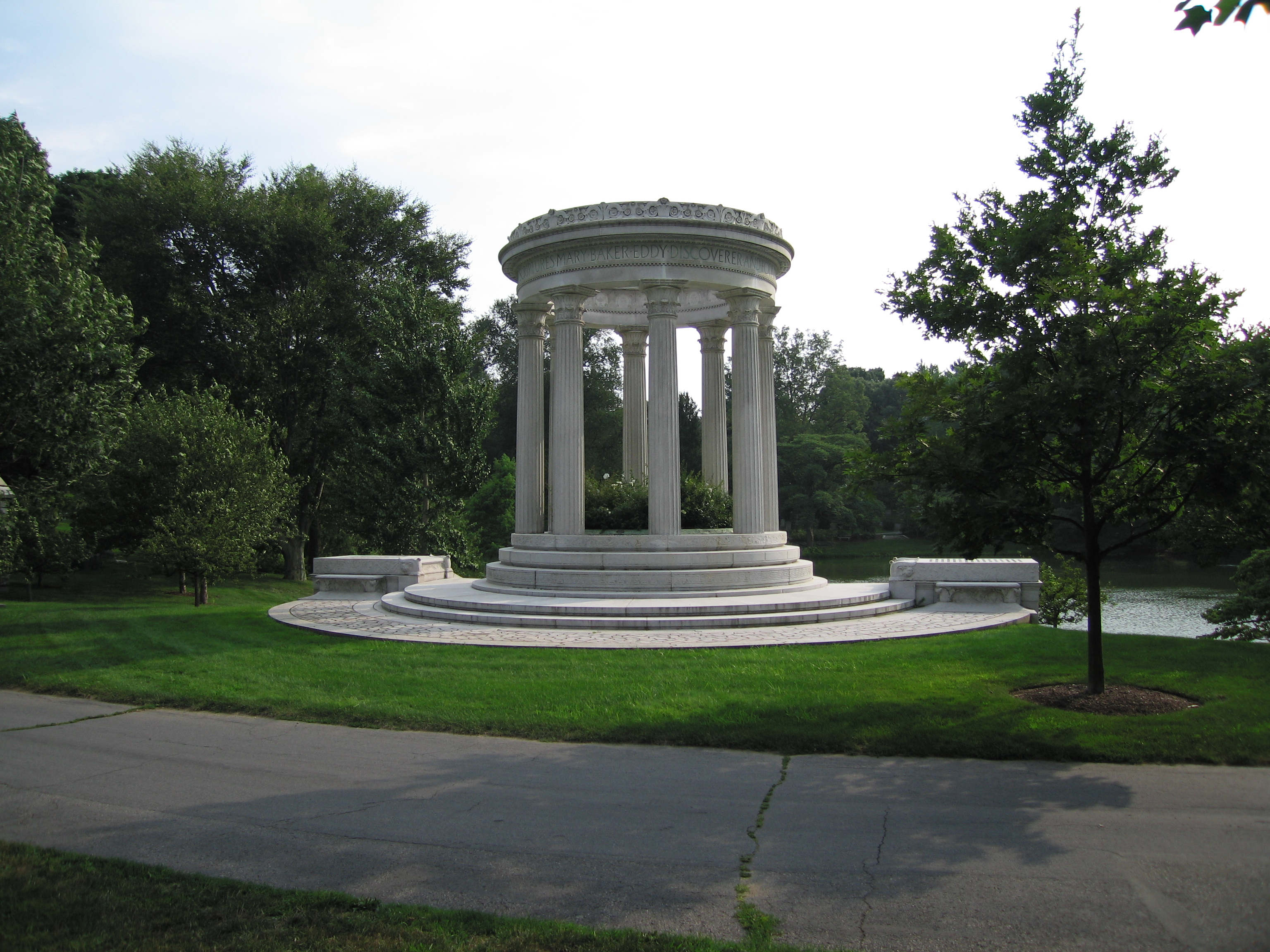
Monumento tumular de Mary Baker Eddy

Mary Baker Eddy está enterrada no Cemitério de Mount Auburn em Cambridge, Massachusetts, Estados Unidos.

### Adventista do Sétimo Dia

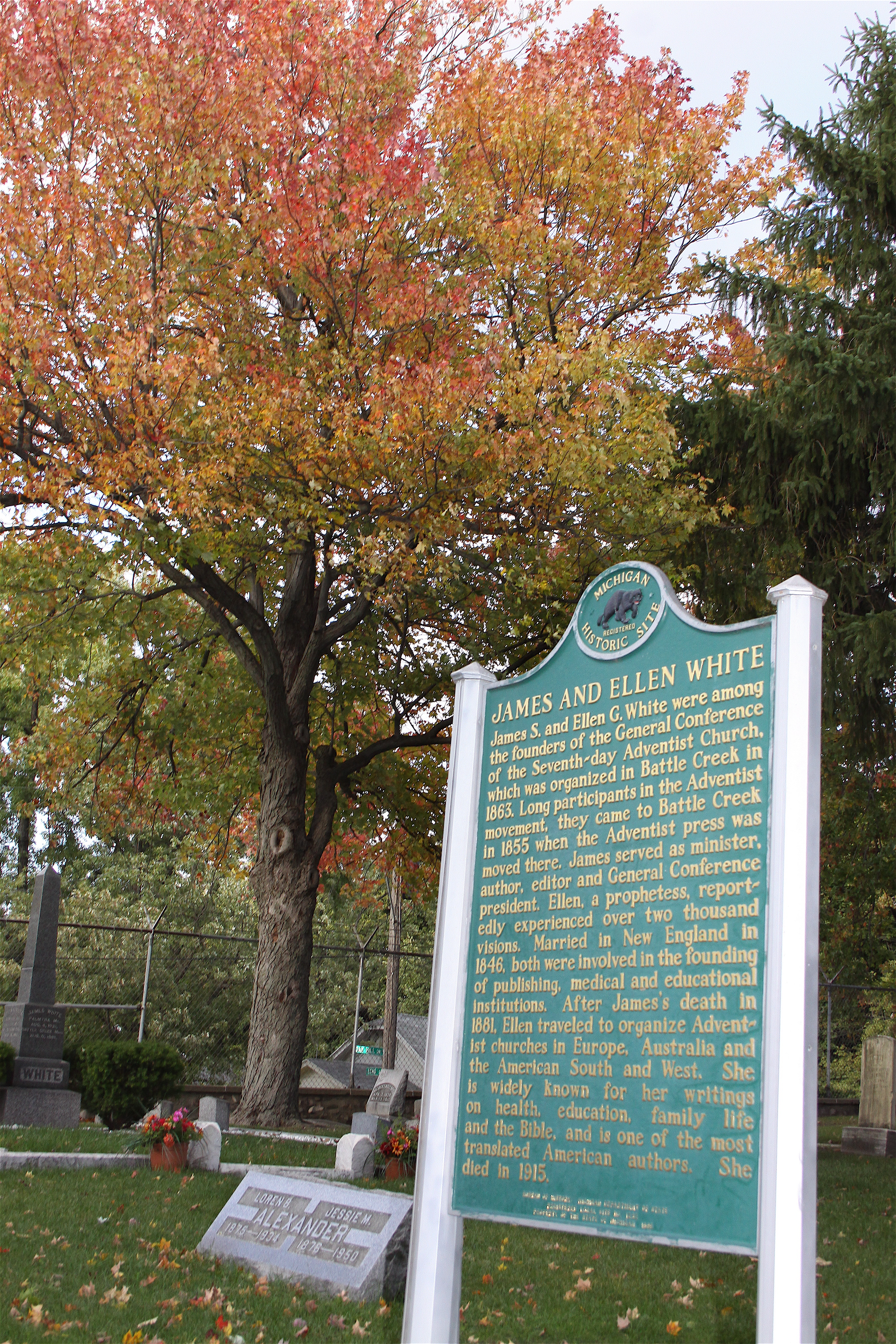
O túmulo de Ellen G. White e James White no Cemitério Oak Hill.

Ellen G. White e seu marido James White foram enterrados no Cemitério Oak Hill, em Battle Creek, Michigan, Estados Unidos.

### Testemunhas de Jeová

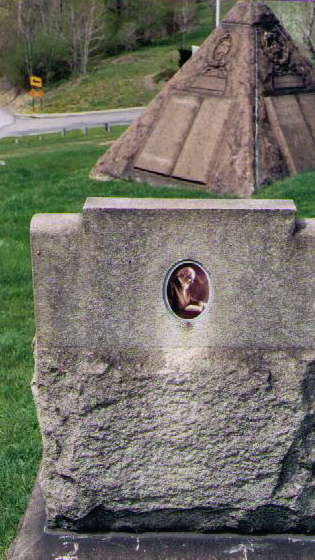
A lápide de Charles Taze Russell

A lápide de Charles Taze Russell (1852-1916) está localizada em Pittsburgh, Pensilvânia, nos Estados Unidos.

### Movimento dos Santos dos Últimos Dias

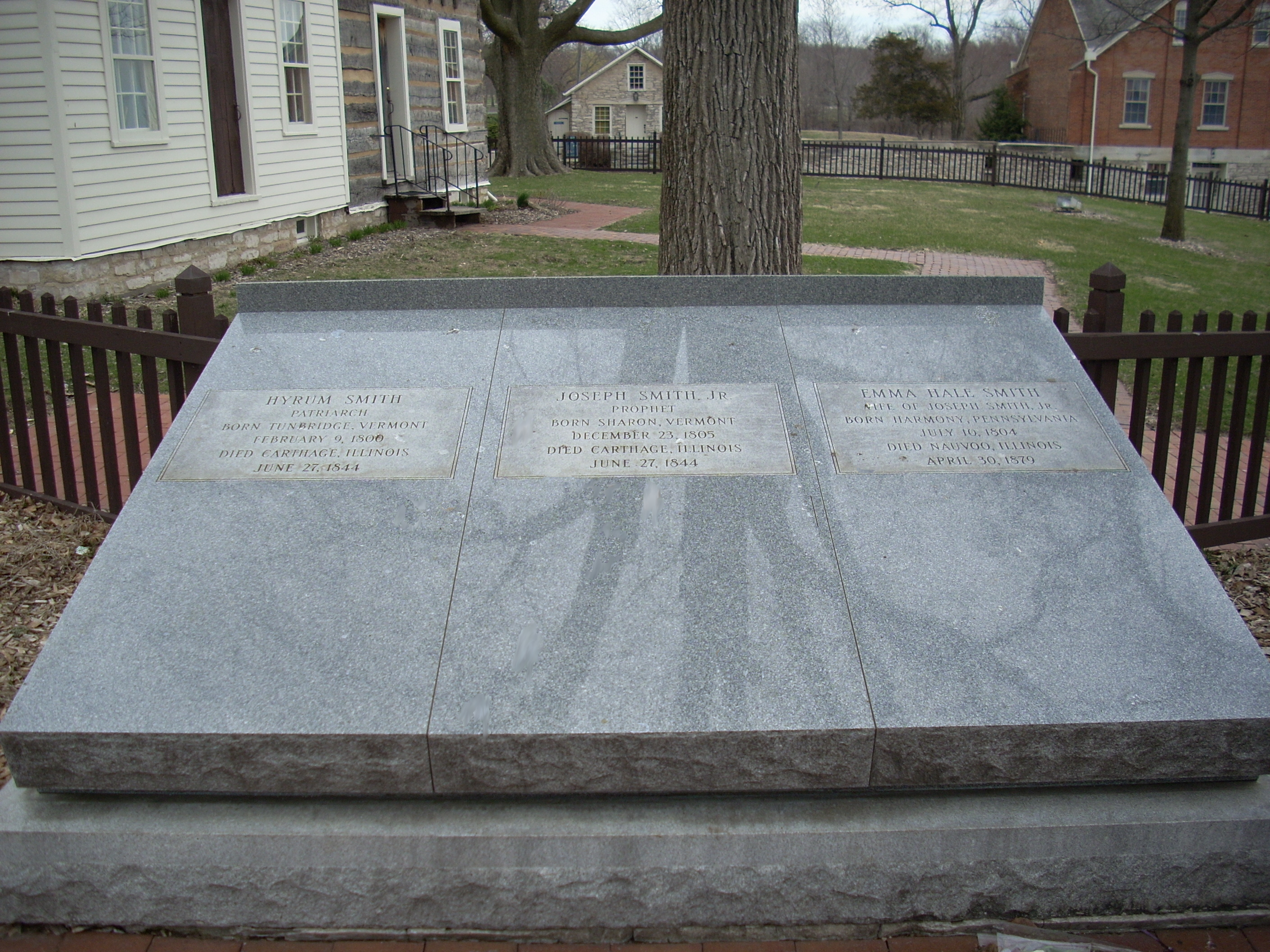
Túmulo de Joseph Smith

Joseph Smith está enterrado no Cemitério da Família Smith em Nauvoo, Illinois, nos Estados Unidos.

## Espiritismo

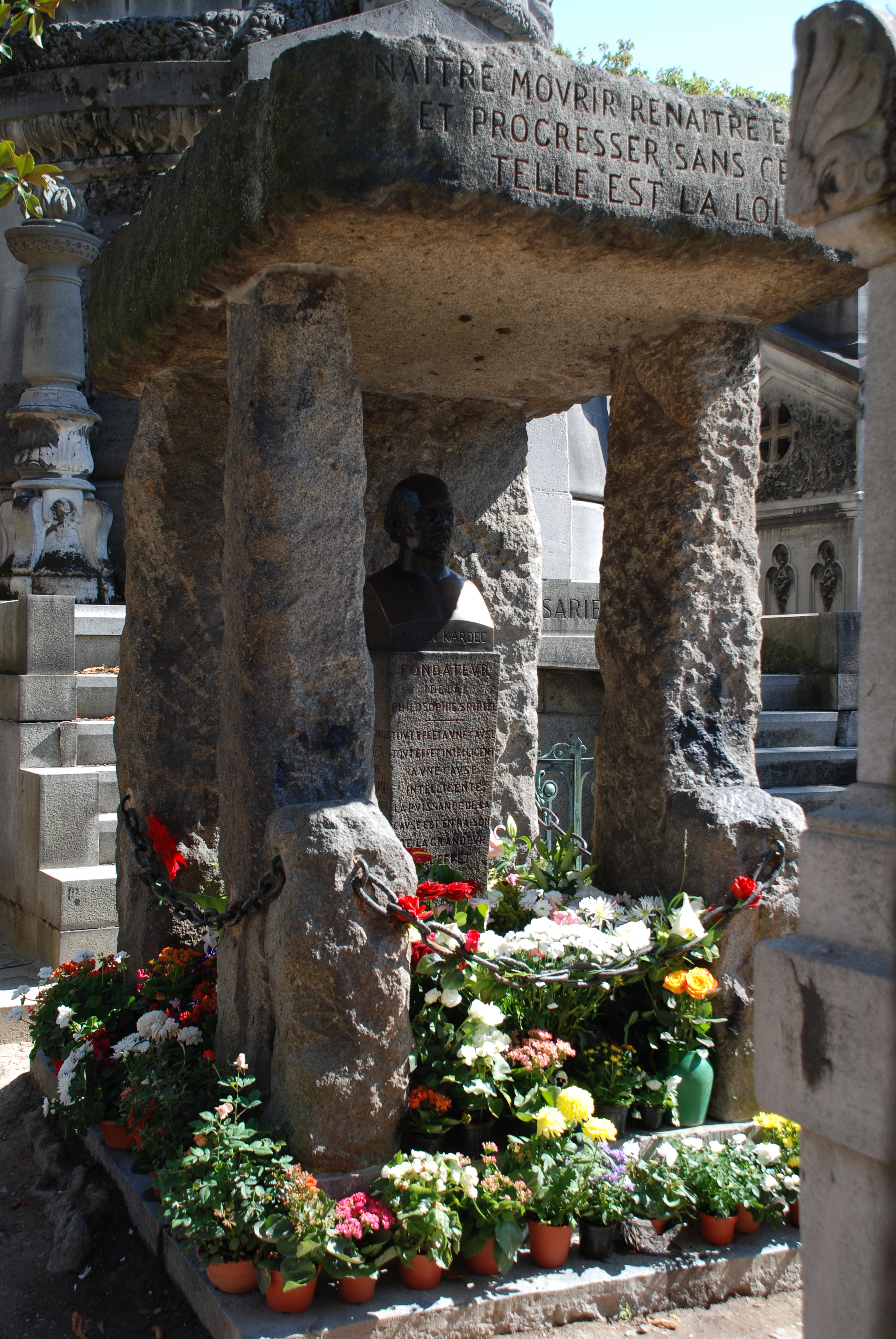
Túmulo de Allan Kardec no Cemitério do Père-Lachaise em Paris, França. A inscrição em francês diz Naitre, mourir, renaitre encore et progresser sans cesse, telle est la loi ("Nascer, morrer, renascer ainda e progredir sempre, tal é a lei").

Allan Kardec está enterrado no Cemitério do Père-Lachaise, em Paris, França.

## Confucionismo

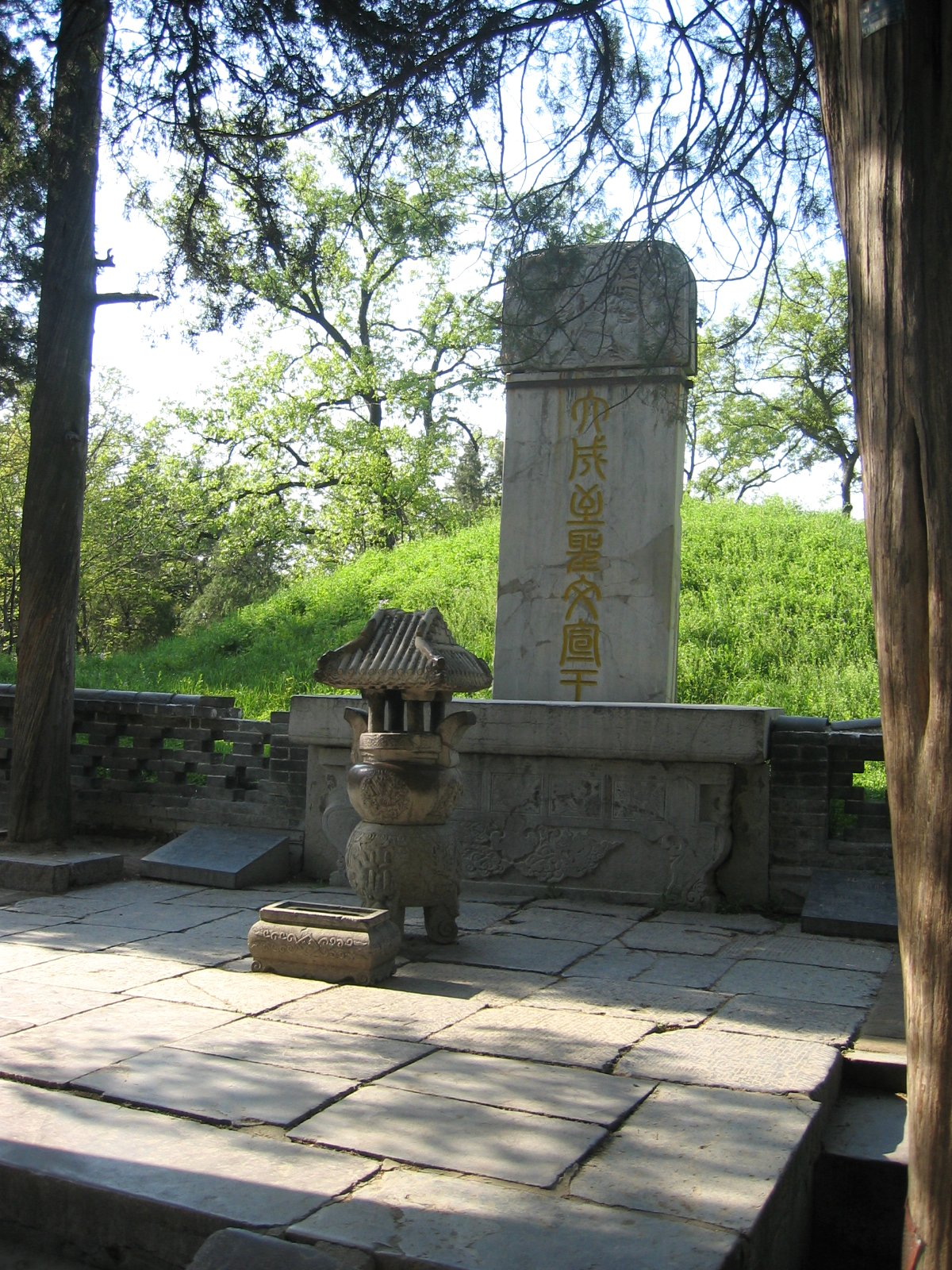
Túmulo de Confúcio

O túmulo de Confúcio está localizado em um grande cemitério em Qufu, província de Shandong, China, onde mais de 100.000 de seus descendentes também estão enterrados.

## Islamismo

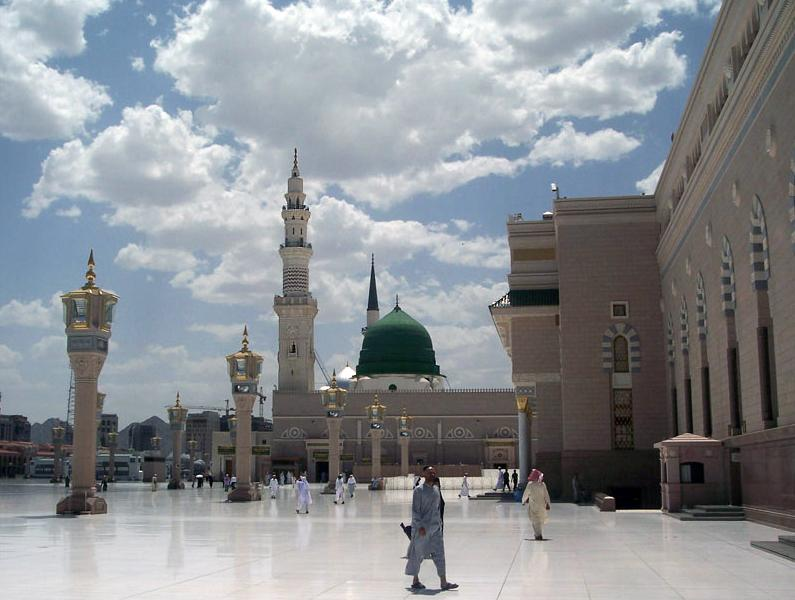
A Cúpula Verde na mesquita Al-Masjid An-Nabawi em Medina, Arábia Saudita

A Cúpula Verde, que abriga a tumba do profeta islâmico Maomé (que está enterrado ao lado dos dois primeiros califas Rashidun), está localizada no canto sudeste da Mesquita do Profeta em Medina, Arábia Saudita. A tumba fica dentro dos limites da Hujra ("Câmara Nobre"), o que costumava ser a casa dele e de sua esposa Aixa. Ele só era adjacente à mesquita até que o califa Ualide I ordenou incorporá-lo durante a expansão da mesquita sob seu reinado.
Tradicionalmente, o islamismo tem uma rica história de veneração de relíquias, especialmente daquelas atribuídas a Maomé. Existem evidências históricas de que alguns dos primeiros muçulmanos praticavam a veneração de relíquias, e a prática continuou popular em muitas partes do mundo islâmico sunita até o século XVIII, quando os movimentos de reforma do salafismo e do wahhabismo começaram a condenar firmemente tais práticas devido à sua ligação com o pecado do shirk (idolatria). Como resultado da influência dessas perspectivas, alguns muçulmanos contemporâneos influenciados por essas ideologias rejeitaram completamente a prática tradicional de veneração de relíquias. Acredita-se que as relíquias proféticas mais genuínas sejam aquelas abrigadas no Palácio de Topkapı em Istambul, em uma seção conhecida como Hirkai Serif Odasi (Câmara do Manto Sagrado).
A postura sunita tradicional em relação às relíquias é resumida concisamente nas palavras do mestre hádice do século XIV Al-Dhahabi, que apaixonadamente pregou: "Amade ibne Hambal foi questionado sobre tocar o túmulo do Profeta e beijá-lo e ele não viu nada de errado nisso. Seu filho Abd Allāh relatou isso dele. Se for perguntado: 'Por que os Companheiros do Profeta não fizeram isso?' Nós respondemos: 'Porque eles o viram com seus próprios olhos quando ele estava vivo, desfrutaram de sua presença diretamente, beijaram sua própria mão, quase brigaram entre si pelos restos de sua água de ablução, compartilharam seu cabelo purificado no dia da Grande Peregrinação e, mesmo que ele cuspisse, ele praticamente não caía, exceto na mão de alguém para que ele pudesse passá-lo em seu rosto. Como não tivemos a tremenda fortuna de compartilhar isso, nos jogamos em seu túmulo como um sinal de compromisso, reverência e aceitação, até mesmo para beijá-lo. Você não vê o que Thābit al-Bunānī fez quando beijou a mão de Anas ibn Malik e a colocou em seu rosto dizendo: 'Esta é a mão que tocou a mão do Mensageiro de Deus?' Os muçulmanos não são movidos a essas questões, exceto por seu amor extremo pelo Profeta, pois são ordenados a amar a Deus e ao Profeta mais do que suas próprias vidas."
O explorador francês do século XVII Jean-Baptiste Tavernier escreveu sobre suas discussões com dois tesoureiros de Constantinopla, que descreveram o estandarte, o manto e o selo. Dois séculos depois, Charles White escreveu sobre o manto, o estandarte, a barba, o dente e a pegada de Maomé, o último dos quais ele viu pessoalmente.

## Judaísmo

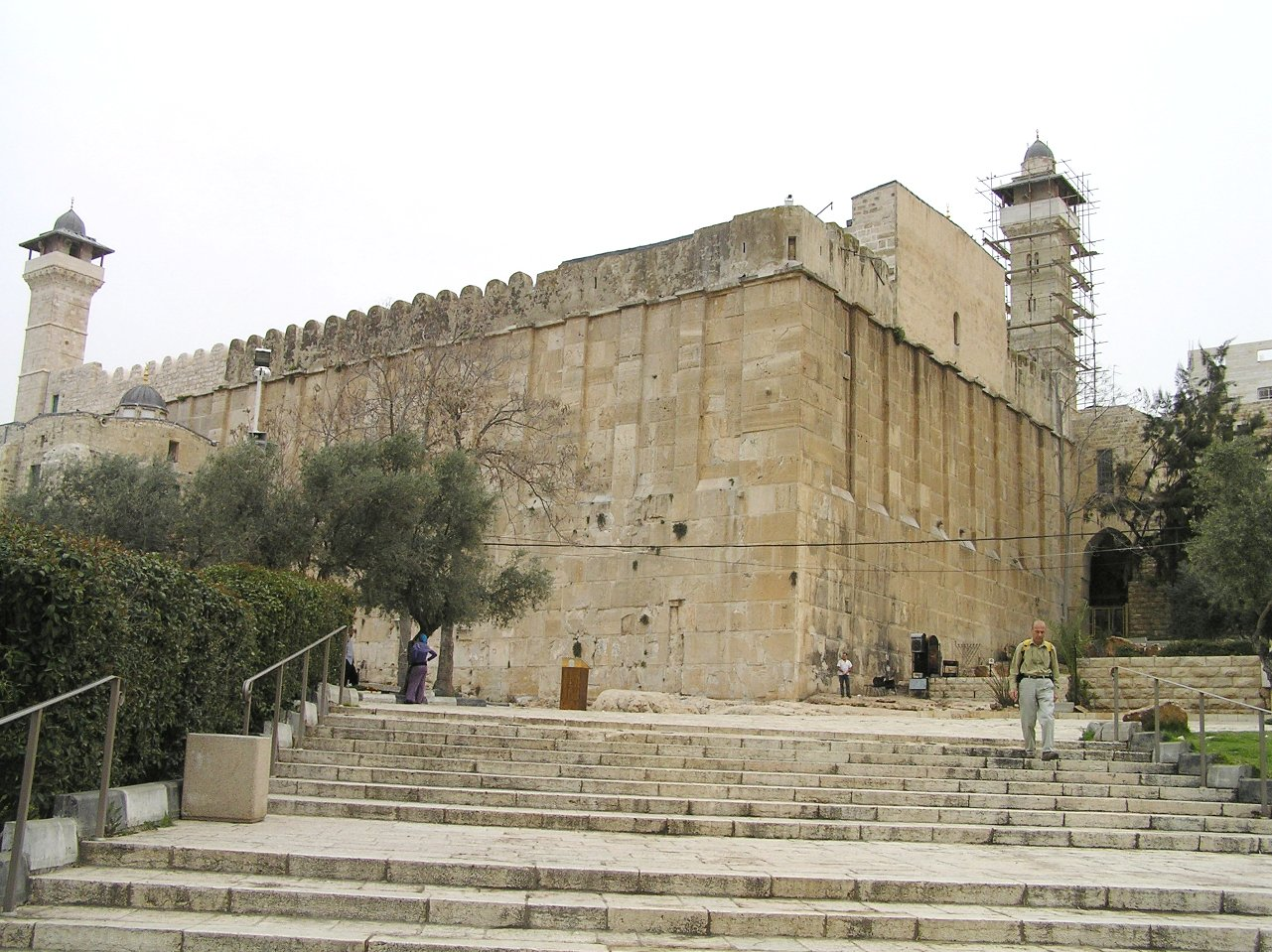
Túmulo dos Patriarcas

De acordo com Deuteronômio 34:6, o túmulo de Moisés fica em um vale em frente ao Monte Peor, perto do Monte Nebo, a leste do rio Jordão, atualmente situado no reino da Jordânia.
O Túmulo dos Patriarcas está localizado na antiga cidade de Hebrom. A tradição judaica, cristã e islâmica sustenta que o complexo encerra o local de sepultamento de quatro casais bíblicos: Adão e Eva; Abraão e Sara; Isaac e Rebeca; Jacó e Lia. De acordo com fontes midráshicas, ele também contém a cabeça de Esaú, o irmão de Jacó.
A Tumba de Raquel, o local tradicional de sepultamento da matriarca bíblica Raquel, está localizada fora da cidade palestina de Belém.

## Cientologia
Após sua morte, L. Ron Hubbard foi cremado e suas cinzas foram espalhadas no Oceano Pacífico.

## Siquismo

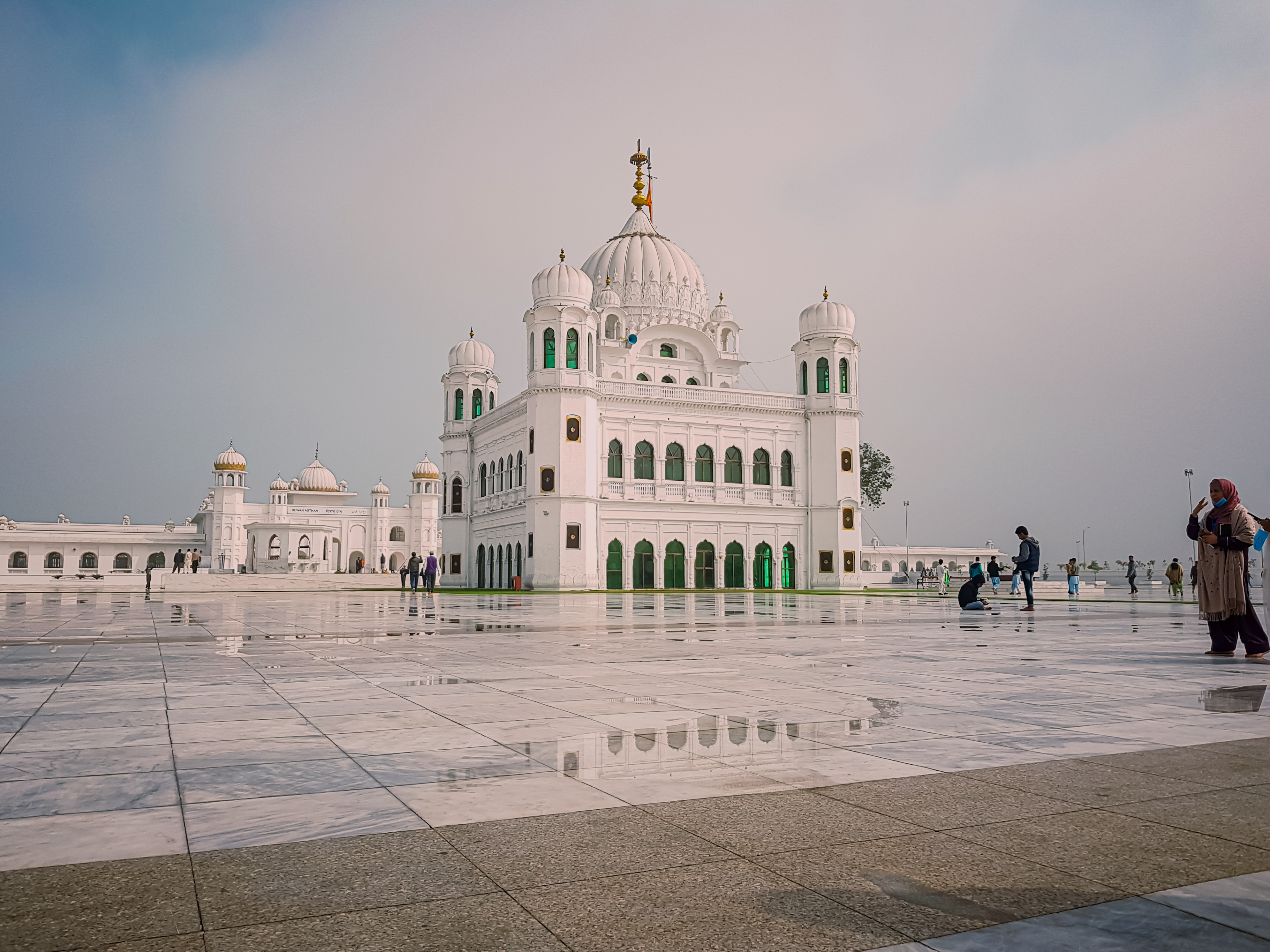
Gurudwara de Guru Nanak em Kartarpur, Paquistão

Gurdwara Kartarpur (que significa "A Morada de Deus") foi estabelecido por Guru Nanak, o fundador do Siquismo em 1522. Um samadhi (de acordo com a tradição hindu) fica no gurdwara e um túmulo (de acordo com as tradições abraâmicas) fica no local como um lembrete dessa discórdia. O gurdwara está localizado em uma pequena vila chamada Kartarpur, na margem oeste do rio Rauí, em Punjab, Paquistão.

## Taoísmo
De acordo com a lenda taoísta, Lao Zi transmitiu o Tao Te Ching a pedido de um guarda de fronteira antes de partir da China (ou seja, da civilização conhecida). Acredita-se que ele tenha vivido o resto de seus dias em comunhão com a natureza, e algumas tradições taoístas afirmam que ele alcançou a imortalidade. Se ele passou pela morte ou não não é esclarecido por todas as partes da tradição, e se ele passou, foi em alguma área remota, longe da civilização naquela época.

## Tenrikyo
Tenrikyo considera o Santuário da Fundadora em Tenri, Nara, Japão, como o local onde Miki Nakayama "vive e trabalha"; ela morreu em 1887.

## Igreja da Unificação
O fundador da Igreja da Unificação, Sun Myung Moon, está enterrado na encosta de uma montanha com vista para o Centro Mundial da Paz CheongShim em Gapyeong, Coreia do Sul.

## Zoroastrismo
Não há consenso sobre onde Zoroastro, o fundador do Zoroastrismo, viveu, muito menos onde ele morreu ou o que aconteceu com seus restos mortais. A maioria acredita que ele morreu em Bactro enquanto estava rezando. Quando ele morreu, seu corpo inteiro se tornou uma chama. O fogo é um conceito muito importante no Zoroastrismo.